# Rae Selling Berry
Rae Selling Berry (1880–1976) fue una jardinera y horticultora estadounidense.

## Biografía
Berry, hija de Ben Selling y de Mathilda Hess, creció en Portland, Oregón.  En 1899, realizó un tour mundial. Se casó con Alfred Berry, un contratista quién fue superintendente del Aeropuerto Internacional de Portland.

## Carrera
Por más de treinta años, la pareja y sus tres niños vivieron en el Barrio Irvington, al nordeste de Portland, donde 
Berry desarrolló un gran interés en la flora. Leyendo sobre expediciones botánicas a Europa y Asia, comenzó a proporcionar apoyo financiero para tales expediciones, y a través de ellas obtenía semillas de muchísimas especies. A mediados de la década de 1930, Berry ya se había quedado sin espacio para sus plantas en Irvington, y la pareja se trasladó a "un sitio en forma de cuenco cerca de la cima de una colina". La propiedad, el Jardín Botánico Berry, al norte del lago Oswego, incluía una variedad de hábitats y terrenos, y estaba en parte cubierto con renacidos abetos Douglas.
En el desarrollo del jardín, Berry se centraba en "plantas excepcionales", particularmente rhododendrons, primulas, y alpinas. En 1964, el Club de Jardín de América le otorgó la Medalla Florens de Bevoise por sus conocimientos de plantas.  En 1965,  ganó el Galardón del American Rhododendron Society a la excelencia dada a una mujer, y fue también honrada por su trabajo por la "Sociedad de Jardines de Rocas americana".
Berry continuó expandiendo su colección, habiendo pasado los 80 años; y, realizando viajes a campo en búsqueda de la prímula única de Oregón, Primula cusickiana (prímula de Cusick). A sus 90, aún plantaba semillas en los jardines, y falleció en su casa, en 1880 a los 96 años.

## Honores

### Eponimia
- 2011: The Rae Selling Berry Seed Bank[4]